# Отрив (Дром)
Отрив (фр. Hauterives) насеље је и општина у источној Француској у региону Рона-Алпи, у департману Дром која припада префектури Валанс.
По подацима из 2011. године у општини је живело 1720 становника, а густина насељености је износила 56,37 становника/km². Општина се простире на површини од 30,51 km². Налази се на средњој надморској висини од 346 метара (максималној 506 m, а минималној 269 m).

## Демографија
| 1962. | 1968. | 1975. | 1982. | 1990. | 1999. | 2011. |
| ----- | ----- | ----- | ----- | ----- | ----- | ----- |
| 1.070 | 1.123 | 1.081 | 1.096 | 1.202 | 1.333 | 1.720 |

График промене броја становника у току последњих година